# Simon Rattle
Sir Simon Rattle (Liverpool, 19 de enero de 1955) es un director de orquesta inglés. Adquirió preeminencia como director de la Orquesta Sinfónica de la Ciudad de Birmingham, fue el director principal de la Orquesta Filarmónica de Berlín (BPO) desde 2002 hasta 2018. Desde septiembre de 2017 es el director musical de la Orquesta Sinfónica de Londres. Ha recibido la Orden del Imperio Británico.

## Biografía
Rattle nació en Liverpool y estudió en el Liverpool College. Aprendió piano y violín, pero sus primeras participaciones y trabajos en la orquesta sinfónica fueron como percusionista. Ingresó en la Royal Academy of Music de Londres en 1971. Ahí dirigió asiduamente, y en 1974, el año de su graduación, ganó el Concurso de Dirección John Player. Después de organizar y dirigir una impresionante versión de la Sinfonía n.º 2 de Gustav Mahler mientras todavía estudiaba en la Academia, su talento llamó la atención del agente musical Martin Campell-White y desde entonces este ha manejado su carrera.

## Carrera en Gran Bretaña
En 1974, fue nombrado director asistente de la Orquesta Sinfónica de Bournemouth, y en 1977 director asistente de la Orquesta Filarmónica Real de Liverpool. Sin embargo, fue en su periodo con la Orquesta Sinfónica de la Ciudad de Birmingham (CBSO) entre 1980 y 1998, que llamó la atención de la crítica y el público. No sólo se hizo mucho más destacado en este tiempo, sino que convirtió a la orquesta en una de las más famosas de Gran Bretaña. En el tiempo que dejó aquel puesto, era uno de los directores más reconocidos y la CBSO una de las mejores orquestas del mundo.
La BBC comisionó al director de cine Jaine Green el seguir su itinerario durante su año final con la CBSO para hacer Simon Rattle - Moving On.
Rattle fue premiado con un CBE en 1987 y fue nombrado Knight Bachelor en 1994.

## Con la Orquesta Filarmónica de Berlín

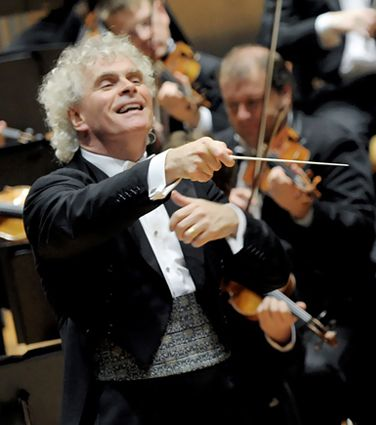
Sir Simon Rattle dirigiendo la Orquesta Filarmónica de Berlín (BPO) en Das Rheingold de Richard Wagner

En 1999, Rattle fue designado sucesor de Claudio Abbado como director principal de la Orquesta Filarmónica de Berlín (BPO), considerado ampliamente como uno de los puestos de dirección más prestigiosos del mundo. El nombramiento, decidido por votación de los miembros de la orquesta, fue algo controvertido, con varios de ellos de la normalmente conservadora orquesta prefiriendo a Daniel Barenboim para el puesto. Pese a todo, Rattle ganó el puesto y procedió a ganarse a sus detractores al rechazar firmar el contrato hasta que se asegurase que cada miembro de la orquesta recibiese un buen sueldo.
Antes de partir para Alemania y a su llegada, Rattle atacó controvertidamente la actitud británica hacia la cultura en general, y en particular a los artistas del movimiento Britart, junto con la baja subvención estatal para la cultura en Gran Bretaña. Fue entonces atacado por su pobre comprensión del arte conceptual y de las artes visuales y diseño.
Desde su nombramiento, Rattle ha reorganizado la Orquesta Filarmónica de Berlín en una fundación, comprendiendo sus actividades más bajo el control de sus integrantes que de los políticos. También consiguió un notable aumento de los sueldos de los miembros de la orquesta, después de que hubieran bajado considerablemente en los años anteriores. Dio su primer concierto como Director Principal de la BPO el 7 de septiembre de 2002, dirigiendo Asyla de Thomas Adès y la Sinfonía n.º 5 de Mahler, ejecuciones que recibieron brillantes reseñas de la prensa mundial y que fueron grabadas en CD y DVD por EMI.

## Aporte
Rattle ha dirigido una gran variedad de estilos musicales, entre ellos algunos con instrumentos de la época (instrumentos contemporáneos de la época en que fueron compuestas), pero es más conocido por sus interpretaciones de compositores de inicios del siglo XX tales como Mahler, con una grabación de su Sinfonía nº 2 que obtuvo varios premios en su lanzamiento y ha sido considerada por algunos como su mejor grabación hasta la fecha. También ha apoyado mucho a la música contemporánea. Su meticuloso trabajo en algunas de las grandes obras del romanticismo ha forjado un estilo de bastante intensidad. Esto está ejemplificado en su nuevo ciclo de las sinfonías de Beethoven con la Orquesta Filarmónica de Viena – si bien la ejecución orquestal es notablemente vienesa, hay una notable cualidad de 'instrumentos del período' en el sonido, convirtiendo al ciclo en uno de los más refrescantes e incandescentes de los años recientes. Sus nuevas grabaciones con la orquesta de Berlín han sido, en su mayoría, muy favorablemente recibidas, notablementes las de los poemas sinfónicos de Antonín Dvořák y La Mer de Debussy. La Gramophone Magazine alabó la última como un 'magnífico disco' e hizo comparaciones favorables con las interpretaciones de la obra por los predecesores inmediatos de Rattle, Claudio Abbado y Herbert von Karajan. También ha trabajado con el famoso mundialmente Coro de Niños de Toronto. Recientemente, Rattle y la BPO han grabado The Planets, de Gustav Holst (EMI), que fue elegido el Orchestra Choice de la revista musical BBC.

## Vida privada
Rattle se ha casado tres veces. Su primer matrimonio fue con Elise Ross, una soprano estadounidense, con la que tuvo dos hijos. Se divorciaron en 1995 después de 15 años de matrimonio. Su segunda esposa fue Candace Allen, una escritora nacida en Boston. Su tercera esposa es la mezzo-soprano checa Magdalena Kožená, con la que tiene dos hijos llamados Jonas y Milos.

## Cinematografía
Aparece en el documental Rhythm Is It! (en español: ¡Esto es ritmo!) de Thomas Grube y Enrique Sánchez Lansch en el que se refleja la preparación de un concierto popular en la sala Treptow-Arena de Berlín, en el que la Filarmónica de Berlín dirigida por Rattle interpretó La consagración de la primavera mientras 250 niños y jóvenes no profesionales, procedentes de institutos de todo Berlín, bailaban una coreografía de Royston Maldoom.
En el año 2006, Rattle fue elegido para realizar la Banda Sonora de la película El Perfume del director alemán Tom Tykwer, adaptación de la novela de mismo nombre, del escritor alemán Patrick Süskind, junto con la Orquesta Filarmónica de Berlín.
En la primavera de 2013 fue grabado también un documental denominado "The Highest Level" que cuenta la evolución de la grabación de dos conciertos junto a Lang Lang (pianista de origen chino) y la Orquesta Filarmónica de Berlín.

## Galardones
- Premio don Juan de Borbón de la Música, 2008.[1]

## Discografía

### Con Orquesta Filarmónica de Berlín
| ALBUM | SOLOIST (if any) | Discográfica                 | Discos | Lanzado |
| --- | --- | ---------------------------- | ------ | ------- |
| Ades: Tevot | | EMI                          | 1      | 2010    |
| Beethoven: Fidelio | Angela Denoke;Jon Villars,Alan Held,Thomas Quastoff, Rainer Trost,Arnold Schoenberg Choir | EMI                          | 2      | 2003    |
| Berlioz: Symphonie Fantastique; La mort de Cléopâtre                                                                                      | Susan Graham (Sop.) | EMI                          | 1      | 2009    |
| Brahms: Complete Symphonies (Nos. 1-4) | | EMI                          | 3      | 2009    |
| Brahms: Piano Concerto N.º 1 | Krystian Zimerman (Pf.) | DGG                          | 1      | 2009    |
| Brahms: Ein Deutsches Requiem | Dorothea Röschmann (Sop.), Thomas Quasthoff (Bar.) | EMI                          | 1      | 2007    |
| Britten: Serenade for Tenor, Horn and Strings; Les Illuminations; Nocturne                                                                | Radek Baborák (horn) Ian Bostridge (Ten.) | EMI                          | 1      | 2005    |
| Bruckner: Symphony N.º 4 | | EMI                          | 1      | 2007    |
| Debussy: La Mer; La Boîte à joujoux; Prélude à l'après-midi d'un faune; Three Preludes (Orch. Matthews)                                   | | EMI                          | 1      | 2005    |
| Dvorák: Tone Poems (The Golden Spinning-Wheel; The Wood Dove; The Noonday Witch; The Water Goblin)                                        | | EMI                          | 2      | 2005    |
| Haydn: Symphonies Nos. 88-92; Sinfonia Concertante                                                                                        | Jonathan Kelly (Ob.), Stefan Schweigert (Fag.), Toru Yasunaga (Vln.), Georg Faust (Vc.) | EMI                          | 2      | 2007    |
| Holst: The Planets; Matthews: Pluto, the Renewer; Saahiro: Asteroid 4179; Pintscher: Towards Osiris; Turnage: Ceres; Dean: Komarov's Fall | | EMI                          | 2      | 2006    |
| Liszt: Faustian Symphony | | EMI                          | 1      | 1994    |
| Mahler: Symphony N.º 2 | Kate Royal,Magdalena Kozena, Rundfunkchor Berlin | EMI                          | 2      | 2011    |
| Mahler: Symphony N.º 5 | | EMI                          | 2      | 2002    |
| Mahler: Symphony N.º 6 (1987 performance)                                                                                                 | | Berlin Phil CD release vol 8 | 1      | 2007    |
| Mahler: Symphony N.º 9 | | EMI                          | 2      | 2008    |
| Mahler: Symphony N.º 10 (Cooke) | | EMI                          | 1      | 2000    |
| Messiaen: Éclairs sur l'Au-delà | | EMI                          | 1      | 2004    |
| Mozart: Symphonies 39, 40 & 41 | | Berlin Phil Media Gmbh       | 1      | 2017    |
| Mussorgsky: Pictures at an Exhibition; Borodin: Symphony N.º 2; Polovstian Dances                                                         | | EMI                          | 1      | 2008    |
| Nielsen: Flute & Clarinet Concertos | Emmanuel Pahud (Fl.), Sabine Meyer (Cl.) | EMI                          | 1      | 2007    |
| Orff: Carmina Burana | Sally Matthews (Sop.), Lawrence Brownlee (Ten.), Christian Gerhaher (Bar.) | EMI                          | 1      | 2005    |
| Ravel: L'Enfant et les Sortilèges; Ma Mère l'Oye                                                                                          | Magdalena Kozená, Annick Massis, José Van Dam, François Le Roux and Jean-Paul Fouchécourt | EMI                          | 1      | 2009    |
| Schoenberg: Gurreleider | Quasthoff, Sofie von Otter, Mattila, Mosar, Langridge | EMI                          | 2      | 2002    |
| Schubert: Symphony N.º 9 | | EMI                          | 1      | 2006    |
| Shostakovich: Symphonies N.º 1 & 14 | Thomas Quastoff, Karita Matilla | EMI                          | 2      | 2006    |
| Shostakovich: Violin Concerto N.º 1, Prokófiev: Violin Concerto N.º 1                                                                     | Sarah Chang (Vln.) | EMI                          | 1      | 2006    |
| Staud, Johannes Maria: Apeiron | | kairos music                 | 1      | 2007    |
| Strauss, R.: Ein Heldenleben; Le Bourgeois Gentilhomme                                                                                    | | EMI                          | 1      | 2006    |
| Stravinsky: Symphony of Psalms; Symphony in C; Symphony in Three Movements                                                                | | EMI                          | 1      | 2008    |
| Chaikovski: The Nutcracker: Complete Ballet                                                                                               | | EMI                          | 2      | 2010    |
| Tykwer: Perfume: The Story Of A Murderer (Original Soundtrack recording)                                                                  | | EMI                          | 1      | 2006    |
| Welcome Sir Simon!: Promo CD comprising                                                                                                   | Mahler Symphony no 10 (scherzo) Bernstein Candide Overture Dvorak Slavonic Dances op.46 nos 1 & 3 Brahms Hungarian Dance no 3 Mussorgsky Gates of Kiev Satie Gymnopedie no 3 Ravel Mother Goose: Le Jardin Feerique Elgar Pomp & Circumstance March no 4 | EMI                          | 2      | 2002    |

### Con Orquesta Sinfónica de la Ciudad de Birmingham & Birmingham Contemporary Music Group
- Adams, John
  - Harmonielehre
  - Chairman Dances
  - 2 Fanfares:Tromba Lontana & Short Ride In A Fast Machine
- Adès, Thomas
  - Asyla
- Arnold, Malcolm
  - Guitar Concerto  Bream(guitar)
- Bartok, Bela
  - Violin Concerto no 2  Chung (violín)
  - 2 Rhapsodies  Chung (violín)
  - Concerto for 2 Pianos  Labeque sisters(pianos)
  - Sonata for 2 Pianos Labeque sisters(pianos)
  - Concerto For Orchestra
  - The Miraculous Mandarin
  - Piano Concertos 1, 2 & 3 Donohoe (piano)
- Beethoven, Ludwig van
  - Piano Concertos 1 & 2 Vogt (piano)
- Berg, Alban
  - Lulu Suite Auger(soprano)
- Bernstein, Leonard
  - Wonderful Town Birmingham Contemporary Music Group (BCMG)
- Brahms, Johannes
  - Piano Concerto 1 Andsnes (piano)
  - Piano Quartet no 1 orch. Brahms orch Schoenberg
- Britten, Benjamin
  - American Overture
  - Ballad Of Heroes op.14 1 -3
  - Canadian Overture
  - Cello Concerto  Mork (chelo) Virgin
  - Diversions for Piano & Orchestra (Left hand)1-11
  - Occasional Overture
  - Praise We Great Men
  - Quatre Chansons Françaises
  - Scottish Ballad op. 26
  - Sinfonia De Requiem
  - Suite On English Folk Tunes; A Time There Was...
  - The Building of The House;Overture
  - War Requiem
  - Young Apollo
  - Russian Funeral
  - Young Persons Guide to the Orchestra
- Bruckner, Anton
  - Symphony 7
- Carter, Elliott
  - A Celebration Of 100x150 Notes
- Doyle, Patrick
  - Henry V Original Sound Track (Kenneth Branagh film)
- Debussy, Claude
  - Jeux
  - Images
  - Le Roi Lear
- Elgar, Edward
  - Dream Of Gerontius
  - Violin Concerto Kennedy(vln)
  - Violin Concerto Haendel Ida (vln) CBSO (Rec Live 22nd Feb 1984, Royal Festival Hall, London) Teastament
  - Enigma Variations
  - Grania & Diarmid
  - Falstaff
  - Cello Concerto  Mork (chelo) Virgin
- Ellington, Duke
  - Classic Ellington Various jazz stars Joe Lovano/Geri Allen/Clarke Terry/Lena Horne etc.
- Gershwin, George
  - Piano Concerto Donohoe (piano)
  - Song Book Donohoe (piano)
  - Rhapsody in Blue Donohoe (piano)
- Goldschmitt, Berthold
  - Passacaglia
  - Ciaccona Sinfonica Decca
- Grainger, Percy
  - In a Nutshell
  - Train Music
  - Country Gardens
  - Lincs Posy
  - The Warriors
  - Pagodes(Debussy arr. Grainger)
  - La Vallee Des Cloches (Ravel arr. Grainger)
- Grieg, Edward
  - Piano Concerto Vogt (piano)
- Haydn, Franz Joseph
  - The Creation
  - Symphonies 22/86/102
  - Symphonies 60/70/90
- Henze, Hans Werner
  - Symphony 7
  - Barcarolle
- Holt Simon
  - Boots of Lead (del CD Boots of lead, feet of clay NMC)
- Knussen, Oliver
  - Flourish With Fireworks
- Liszt, Franz
  - Piano Concertos no 1 Oussett (piano)
- Mahler, Gustav
  - Symphony 1/Blumine
  - Symphony 2
  - Symphony 3
  - Symphony 4
  - Symphony 6
  - Symphony 7
  - Symphony 8
  - Das Klagende Lied
  - Das Lied von der Erde Hampson/Seiffert(tenors)
  - 8 Lieder from Das Knaben Wunderhorn
- Maw, Nicholas
  - Odyssey
- Messiaen, Olivier
  - Turangalila Symphony
- Nielsen, Carl
  - Symphony no 4 (Inextinguishable)
  - Pan & Syrinx
- Prokofiev, Sergei
  - Symphony no 5
  - Scythian Suite
- Rachmaninov, Sergei
  - Piano Concerto 2   Oussett(piano)
  - Paganini Rhapsody  Oussett(piano)
  - Symphonic Dances
  - Vocalise
- Ravel, Maurice
  - The 2 Piano Concertos  Oussett(piano)
  - Scherezade
  - La Valse
  - Fanfare
  - Alborada del Gracioso
  - Mother Goose
  - Valley of Bells
  - Daphnis et Chloe
  - Bolero
- Rodrigo, Joaquin
  - Concerto de Aranjuez  Bream(gtr)
- Saint Saens, Camille
  - Piano Concerto no 2  (Cecille Ousette Piano)
- Schoenberg, Arnold
  - Erwartung  BCMG
  - Chamber Symphony 1
  - Variations for Orch  BCMG
  - 5 Orch Pieces     BCMG
  - A Survivor From Warsaw
- Schumann, William
  - Piano Concerto  (Lars Vogt Piano)
- Shostakovich, Dimitri
  - Symphony 4
- Sibelius, Jean
  - Symphonies 1,2,3,4,5,6 & 7
  - Oceanides
  - Scene with Cranes
  - Violin Concerto Kennedy (violín)
  - Violin Concerto  Haendel, Ida (violín) CBSO (rec 7th Sept 1993 Proms)
- Stockhausen, Karlheinz
  - Gruppen  See DVD Leaving Home  Complete Live DVD performance
- Stravinsky, Igor
  - Petrushka
  - Apollo
  - Symphony in 3 Movements
  - 4 Studies
  - Firebird
  - Scherzo a la Russe (jazz band version)
  - Scherzo a la Russe Orch version
  - 4 Studies
  - Rite of Spring
- Szymanowski, Karol
  - King Roger
  - Symphony 4
  - Songs of a Fairy Princess
  - Harnasie
  - Love Songs of Hafiz
  - Stabat Mater
  - Symphony 3
  - Litany to the Virgin Mary
  - Violin Concertos 1/2
- Takemitsu, Toru
  -  To The Edge Of A Dream  Bream (guitar)
- Turnage, Mark Antony
  - Drowned out     BCMG
  - Momentum      BCMG
  - kai           BCMG
  - 3 Screaming Popes   BCMG
- Vaughan Williams, Ralph
  - Songs of Travel  Hampson/Tear (tenores)
  - On Wenlock Edge  Hampson/Tear (tenores)
  - Lark Ascending Kennedy (violín)
- Walton, William
  - Symphony 1
  - Cello Concerto  Lyn Harrell (chelo)
  - Belshazzar's Feast  Hampson (tenor)
- Webern, Anton
  - 6 Orchestral Pieces  BCMG
- Weill, Kurt
  - 7 Deadly Sins
- Various Composers
  - Leaving Home 1 - Rhythm/Eastern Europe/After the Wake music from the channel 4 series
  - excerpts from:-
    - Stravinsky
      - Rite Of Spring (Conclusión)

    - Varese
      - Ionisation (Conclusión)

    - Boulez
      - Rituel In Memoriam Bruno Moderna (Sections 1- 7)

    - Mahler
      - Das Lied von Der Erde (6th Movement) Amanda Roorcroft (mezzo sop.)

    - Messiaen
      - Turangalila Symphony (6th Movement)

    - Bartok
      - Lake Of Tears (Bluebeard's Castle)(Willard White;Bass/Anne Sofie von Otter;Mezzo Sop)
      - Music For Strings, Percussion & Celeste (2nd Movement Opening)

    - Shostakovich
      - Symphony no 14 (Zaporozhye Cossacks Stanzas 8 & 9)

    - Lutoslawski
      - Symphony no 3 (Conclusión)
      - Jeux Venitiens (3rd Movement)

    - Stravinsky
      - Agon (4 Trios (Coda)

    - Schoenberg
      - A Survivor From Warsaw (Franz Maura;Narrator) (Complete)

  - Leaving Home 2 - Tonality/Color/America/Music Now
  - excerpts from:-
    - Mahler
      - Symphony no 7 (Opening)

    - Strauss
      - Elektra (Denn du Bist Klug) Felicity Palmer (Mezzo Sop)

    - Webern
      - 5 Pieces For Orchestra (Nos 3-5)

    - Berg
      - Violin Concerto (Conclusión) Gidon Kremer (Violín)

    - Debussy
      - Jeux (Conclusión)

    - Messiaen
      - Et Expecto Resurrectionem Mortuorum (4th Movement - Opening)

    - Takemitsu
      - Dream/Window (Conclusión)

    - Ives
      - Decoration Day (Conclusión)

    - Carter
      - A Celebration Of 100x150 Notes (Complete)

    - Bernstein
      - Symphonic Dances From West Side Story (Excerpt)

    - Henze
      - Symphony no 8 (2nd Movement - Conclusión)

    - Gubaidulina
      - Zeitgestalten (3rd Movement)

    - Turnage
      - Drowned Out (Excerpt)

    - Knussen
      - Flourish With Fireworks (Complete)

### Con Orquesta Philharmonia
- Bartók, Béla
  - Violin Concerto 2 Iona Brown(vln)  Philharmonic Orchestra  Decca
- Holst, Gustav
  - Planets Suite  EMI
- Janáček, Leos
  - The Cunning Little Vixen   EMI
  - Glagolitic Mass  Palmer (Soprano) EMI
  - Sinfonietta      EMI
- Maxwell Davies Peter
  - Symphony 1     Decca
- Milhaud, Darius
  - La Creation du Monde   EMI
- Shostakovich, Dimitri
  - Symphony 10
- Sibelius, Jean
  - Nightride & Sunrise
  - Symphony no 5
- Stravinsky, Igor
  - Ebony Concerto  EMI

### Con Orquesta Filarmónica de Viena
- Beethoven, Ludwig van
  - Complete Symphonies Vienna Philharmonic Orchestra (VPO) EMI
  - Piano Concertos 1 to 5 Brendel(piano) (VPO) Phillips
  - Symphony 5 (VPO) EMI
- Brahms, Johannes
  - Violin Concerto Chung(violín) (VPO) EMI
- Strauss, Richard
  - Metamorphosis (VPO) EMI

### Con otras orquestas
- Bernstein, Leonard
  - Prelude Fugue and Riffs  (London Sinfonia) EMI
- Falla, Manuel de
  - Psyche  (London Sinfonietta) Decca
  - El Retablo de Maese Pedro  (London Sinfonietta) Decca
  - Concerto for Clavichord, Flute, Clarinet, Oboe, Violin, Violin Cello.. (London Sinfonietta) Decca
- Gershwin, George
  - Porgy & Bess London Philharmonic Orchestra (LPO) EMI
- Mahler, Gustav
  - Symphony 10  (Bournemouth SO) EMI
- Mozart, Wolfgang Amadeus
  - Cosi Fan Tutti Orchestra of the Age of Enlightenment (OAE) EMI
  - Operatic Arias: (OAE)  Kozena (soprano) Archiv/DGG
    - Le Nozze De Figaro
    - At last Comes The Moment-Come Do Not Delay
    - At Last Comes The Moment-Come Hurry My Beloved
    - I No Longer Know What I Am
    - You Ladies, You Know What Love Is
    - Cosi Fan Tutti
    - You Look For Fidelity
    - He's Left Me-In Pity's Name
    - Love Is A Little Thief
    - La Clemenza Di Tito
    - No Longer Shall Hymen Descend
    - Idomeneo
    - When Will My Bitter Misfortunes Be Ended?
    - I Go, But Whither Ye Gods
    - A Great Soul & Noble Heart
    - I Forget You?-Do Not Fear O Best Beloved
- Prokofiev, Sergei
  - Piano Concerto no 1  (Gavrilov Piano) (LSO) EMI/Phillips
- Rachmaninov, Sergei
  - Symphony 2 Los Angeles Philharmonic orchestra (LAPO) EMI
- Ravel, Maurice
  - Concerto for the Left Hand Gavrilov (piano) London Symphony Orchestra (LSO) EMI
  - 3 Poems of Stephane Mallarme from LP/CD Felicity Palmer sings Ravel  F.Palmer (soprano) (Nash Ensemble)  Decca
- Schoenberg, Arnold
  - Pierrot Lunaire (Nash Ensemble)Jane Manning (soprano) Chandos*
  - Pulcinella (Northern Sinfonia) EMI
  - Suites 1&2 (Northern Sinfonia) EMI
  - Rite of Spring (National Youth Orchestra) ASV
  - Symphony of Wind Instruments (Nash Ensemble) Chandos
  - 3 Japanese Lyrics (Nash Ensemble) Chandos
- Webern, Anton
  - Concierto op 24 (Nash Ensemble) Chandos
- Various Composers
- The Jazz Album: a Tribute To The Jazz Age (a-g) (London Sinfonietta) EMI
- a) Creamer & Layton
  - After You've Gone
- b) Kahn, Erdman, Meyers & Schoebel
  - Nobody's Sweetheart
- c) Harris & Young;;
  - Sweet Sue
- d) Bernard & Black
  - Dardanella
- e) Donaldson & Whiting
  - My Blue Heaven
- f) Donaldson & Kahn
  - Makin Whoopee
- g) McPhail & Michels
  - San

### Other Appearances
- Round Midnight - Rattle narrates/raps The flower is a key(Sergio Cardénas) 12 cellists of the BPO  EMI
- Songs for Alexander - By yon castle wa Jocky said to Jenny ca the yowes in your garden fine an gay(Rattle) Conductor John Lubbock  Orch of st John's  Whiteline

## Enlaces relacionados
- Página oficial de Sir Simon Rattle
- Notas y discografía de Rattle en http://www.allmusic.com/

| Predecesor: Louis Frémaux  | Director Principal y Musical, Orquesta Sinfónica de la Ciudad de Birmingham 1980–1998 | Sucesor: Sakari Oramo    |
| Predecesor: Claudio Abbado | Director Musical, Orquesta Filarmónica de Berlín 2002–2018                            | Sucesor: Kirill Petrenko |

- Datos: Q157814
- Multimedia: Simon Rattle / Q157814